# Badelbū
Badelbū (persiska: بَدِلبو, بدلبو) är en ort i Iran.   Den ligger i provinsen Västazarbaijan, i den nordvästra delen av landet, 600 km väster om huvudstaden Teheran. Badelbū ligger 1 349 meter över havet och antalet invånare är 328.
Terrängen runt Badelbū är platt åt sydost, men åt nordväst är den kuperad. Terrängen runt Badelbū sluttar österut.Runt Badelbū är det ganska tätbefolkat, med 185 invånare per kvadratkilometer. Närmaste större samhälle är Urmia, 14,2 km sydost om Badelbū. Trakten runt Badelbū består till största delen av jordbruksmark.